# Lista de personagens de A Muralha
Esta é uma lista com os personagens da minissérie A Muralha

## Beatriz Ataide
É uma bela menina, frágil e de natureza romântica. Filha de um nobre navegador português que lutou na famosa Batalha do Alcácer Quibir e morreu num naufrágio, quando voltava das Índias com especiarias. Vem para o Brasil para casar-se com Tiago, o primo de segundo grau que não conhece, mas com quem sonha viver um amor eterno. Depois do choque cultural que sofre e de ser evitada por Tiago, Beatriz vai, aos poucos, deixando os modos aristocratas e se adaptando à vida na colônia. Acaba se tornando uma mulher forte e decidida e, aos poucos, vai ganhando Tiago, que a ama mas foge dela.

## Tiago Olinto
Filho de Dom Braz, foi criado no Colégio dos Jesuítas, onde desenvolveu idéias quase renascentistas. Respeita os índios e não gosta de escravizá-los. Aos 25 anos, tem o sonho de encontrar ouro no sertão, na cidade de Sabaráboçu, que muitos acham ser uma lenda. Assume um comportamento esquivo quando contraria o pai, por não estar de acordo com as ações das Bandeiras. Guarda segredos muito graves e por isso, evita sua noiva Beatriz, apesar de amá-la desde o dia em que Dom Braz mandou buscá-la.

## Ana Cardoso
Mulher de 25 anos, bonita e íntegra, sofre muito por ser judia e obrigada a se converter para não morrer na fogueira. É cristã-nova, mas mantém as tradições de sua religião de origem. Ela chega ao Brasil para se casar com Dom Jerônimo por causa de uma dívida de gratidão que seu pai tem para com ele. Entrega todos os bens da família para Jerônimo, se submetendo ao máximo sacrifício pela vida do pai. Na viagem para o Brasil, se torna amiga de Antônia e Beatriz. Ao desembarcar, conhece Dom Guilherme, por quem se apaixona. No entanto, reprime os seus sentimentos por medo de que o pai seja morto em Portugal a mando de Jerônimo, que é irmão do Inquisidor-Mor. Com a ajuda de Antônia e Davidão, comunica-se com Guilherme sempre que pode.

## Dom Guilherme Schetz
Sedutor e romântico, é dono de um engenho de açúcar em São Vicente e mantém negócios com Dom Jerônimo. É amigo da família de Dom Braz e também tem negócios com ele, não tomando partido quanto a inimizade dos dois. De origem flamenca, gosta do Brasil e relaciona-se com as índias sem pudor. Trata todos os seus empregados honestamente, dando uma retribuição por seus serviços prestados, fato inédito num tempo de escravidão. Ao buscar Ana na praia, a pedido de Dom Jerônimo, se apaixona por ela e vai tentar libertá-la de seu cativeiro. Gosta de cantar e tocar violão.

## Antonia Brites
Espanhola de origem, Antônia vivia em Portugal como prostituta. Bonita, irreverente e generosa, chega ao Brasil para procurar um marido bom e compensador de seu passado. Logo que chega, já tem vários homens aos seus pés, pois existem poucas mulheres brancas na Vila de São Paulo. Encanta-se com a beleza de Bento Coutinho e resolve casar-se com ele. Quando percebe que está sendo usada, vai morar com Davidão, mas continua procurando um marido. Amiga de Ana e Beatriz, ajuda-as com seus amores, principalmente virando mensageira de Ana e Guilherme. Canta músicas portuguesas e encanta com sua bela voz, doce e suave.

## Mestre Davidão
Engraçado e bem-humorado, o comerciante Davi Fonseca ou Mestre Davidão é mais um judeu convertido falsamente em cristão-novo para escapar do preconceito. Apaixona-se por Antônia desde o início, mas vê a amada escolher outro homem. Também ajuda Ana e Guilherme passando mensagens, principalmente nas cerimônias religiosas. Abriga Antônia em sua casa e é muito amigo dela, apesar do desgosto amoroso.

## Mãe Cândida Olinto
Esposa de Dom Braz, pode ser tanto calada e afetuosa quanto áspera e enérgica. Passa boa parte do tempo no tear, mas age direto na vida de todos. Seus critérios não se orientam pela religião ou pela justiça, mas pelas prioridades dos seus homens. Ao mesmo tempo, não hesita em rejeitar o filho Tiago, depois que fica ferido numa luta e é acusado de covardia.

## Dom Braz Olinto
Patriarca da família de Lagoa Serena, é a autoridade absoluta no local. Endurecido por causa de tantos anos no sertão, procura, ao mesmo tempo, ser sensato e implacável com seus inimigos. É um homem objetivo que deixa alguns momentos de ternura aparecerem, mas pode ser violento a qualquer hora. Participa ativamente das Bandeiras, vende índios, negocia com comerciantes de toda espécie e não hesita em comprar brigas com quem tenta impedí-lo, no caso os jesuítas e Dom Jerônimo. Tem um fraco especial pela sobrinha Isabel, a quem considera como um filho homem. Foi quem arrumou o casamento de Beatriz e Tiago, fazendo de tudo para que aconteça.

## Margarida Olinto
Esposa de Leonel, é doce, inteligente e sensível, mas de saúde frágil. Filha de um falecido senhor de engenho de São Vicente, foi educada no Colégio dos Jesuítas, onde aprendeu literatura, poesia e desenvolveu um dom criativo que cultiva sempre que pode: escrever poemas. Sua casa é um ambiente colorido e original, em contraste com os outros locais. É dona de um papagaio falante e se tornará, juntamente com Ana e Antônia, a maior amiga de Beatriz. Seu único sofrimento é não conseguir ter filhos. É muito apaixonada por Leonel e sofre quando ele vai para o sertão. Desconfia de seu relacionamento com Isabel, mas acaba confiando no amor de seu marido.

## Leonel Olinto
Filho de Braz e Cândida, Leonel é casado com Margarida, por quem é apaixonado. É um homem de ação, tanto nas empreitadas contra os índios quanto na busca por ouro. É contra a participação de mulheres nas Bandeiras e desconfia do relacionamento entre Isabel e Apingorá. Tem muito carinho por ela, o que acaba sendo mal interpretado por Margarida, que chega a desconfiar que ele deitou-se com ela. Guarda segredos junto com Tiago, que só irá dividir com a esposa.

## Isabel Olinto
Sobrinha de Dom Braz e muito querida por ele. Não tem nenhuma feminilidade e comporta-se como um homem, tratada por Dom Braz como um filho. Os dois têm muita afeição um pelo outro e ele é a única pessoa por quem ela mostra carinho e respeito. É muito querida por Leonel, mas afasta-o como afasta a todos. Vive no meio dos índios, pinta-se e dança como eles, o que causa problemas com a família. Tem um comportamento muito estranho, que ninguém entende, pois está grávida e é apaixonada pelo primo Tiago, sendo capaz de fazer as piores maldades para conquistá-lo. Por isso, é inimiga de Beatriz. Mais tarde descobre-se que é filha de Dom Braz. É rancorosa e vingativa. Alia-se a Vasco Antunes para separar Beatriz e Tiago.

## Apingorá
É o melhor amigo de Tiago e convive com as pessoas de Lagoa Serena. É alfabetizado porque estudou no Colégio dos Jesuítas, mas não deixa sua cultura de lado. Apingorá vive parte do tempo em sua aldeia, onde é chefe de vários outros índios. Tem uma forte amizade com Isabel e a proximidade será interpretada como envolvimento, o que coloca sua vida em risco.

## Rosália Olinto
Jovem, bonita, impulsiva e determinada, Rosália é a favorita da família por sua irreverência. Gosta de brincar com os bichos que rondam a casa e se torna companheira de Beatriz. Mesmo com toda a proteção da família, não hesita em fugir de casa com Bento Coutinho quando seu coração pedir, causando desgosto aos pais.

## Bento Coutinho
Bonito e sedutor, é um cafajeste aventureiro. É comerciante e topa qualquer serviço para enriquecer. Associado a Dom Braz na Bandeira para garantir seus índios escravizados, começa a trabalhar para Dom Jerônimo, traindo Dom Braz. Usa Antônia para fazer marmelada, mas ela o larga quando descobre que está engraçando-se com Rosália, por quem apaixona-se. Vira inimigo de Dom Braz e não pode casar-se com ela.

## Basília Olinto Góis
Versão jovem e sofrida de Mãe Cândida, Basília é casada com Afonso Góis. Ela não se conforma com o desaparecimento do único filho, Pedro, de 13 anos, durante uma Bandeira. Basília não queria que o menino fosse, mas o pai e o marido insistiram. Além disso, perde o marido numa emboscada de Dom Jerônimo. Com a perda do filho e do marido, torna-se uma mulher trabalhadora, mas de poucas palavras.

## Afonso Góis
Marido de Basília, Afonso Góis é um bandeirante que vai à luta por índios e ouro. Assim como a esposa, sofre muito por causa do desaparecimento do filho, tendo passado mais de um ano no sertão procurando o garoto. Encarregado de informar a Coroa sobre a descoberta de ouro em Ribeirão Dourado, acaba sendo vítima de uma emboscada armada por Jerônimo Taveira.

## Leonor
É ajudante de Dom Jerônimo e encobre suas tramas e perversões. Faz tudo que ele manda sem contestar e judia muito de Ana e das índias que passam pelos domínios de Dom Jerônimo. É cruel e impiedosa e também muito misteriosa.

## Dom Jerônimo Taveira
Um legítimo representante de seu tempo, Dom Jerônimo é fingido, hipócrita e esconde a sua alma malvada com uma legitimidade religiosa que finge ter. Ao conhecer Ana, vai escravizá-la e espioná-la dia e noite para saber se ela continua judia ou realmente se converteu. Não poupa bolinagens às índias e vive aterrorizando os cristãos-novos que não vão à missa ou às procissões. Está sempre à procura de alguma heresia e vive escrevendo cartas para o Santo Oficio.

## Genoveva
Genoveva é uma índia velha, que ajudou a criar todos os filhos de Mãe Cândida. É especialmente ligada a Rosália, que nunca a obedece. Vira cúmplice de seu romance com Bento Coutinho, apesar de alertá-la sobre os perigos. Empregada leal, está sempre disposta a ajudar.

## Aimbé
Filho de um branco com uma índia, Aimbê é meio-irmão de Isabel, mas é desprezado por ela. Ele interage como os brancos, mas se sente rejeitado por não ser um deles. Por causa disso, acaba deixando-se levar por Bento Coutinho, trazendo mais desconfiança para a família de Dom Braz sobre sua lealdade.

## Moatira
Índia bonita, ingênua e espontânea, tem sua família destruída pelo ataque da bandeira de Dom Braz. Seu namorado é morto e seu filho é levado por Tiago, que fica com pena deles e a defende quando é molestada por um mestiço de Bento. É levada por Bento Coutinho, passa pela casa de Dom Jerônimo, onde é molestada e torturada. Acaba sendo protegida por Ana e Padre Miguel. Gosta dos rituais católicos, embora não pratique nenhum deles. Está sempre perplexa com a noção de pecado dos brancos e vai se deixar levar pelo sentimento que também nutre pelo jesuíta.

## Padre Miguel
Padre jesuíta, de 25 anos, é idealista e acredita que sua missão é converter as pessoas à sua religião, tarefa à qual se entrega de corpo e alma. Ao conhecer a índia Moatira, irá se apaixonar e, aos poucos, percebe que o melhor é deixar os índios seguirem sua cultura e crenças. Essas novas idéias farão com que entre em choque com o Padre Simão. Confissor de Ana, fica espantados com as maldades de Dom Jerônimo, mas nada pode fazer devido ao sigilo do confissionário. Recusa-se a ajudá-la com Guilherme, pois é casada, apesar de saber de suas desgraças.

## Parati
Índio também da aldeia dos Apingorás, vive com a Bandeira de Dom Braz e é amigo de Tiago. Por amizade a ele, guarda segredos que podem comprometer toda a sua aldeia.

## Padre Simão
Cristão-novo que se converteu realmente à igreja católica, Padre Simão é um jesuíta convicto de seus ideais. Para ele, a ação da Companhia de Jesus é fundamental para a sobrevivência dos índios, porque assim eles serão protegidos das bandeiras. Porém, teme muito Dom Jerônimo por ser irmão do Inquisidor-Mor. Apesar de saber de sua hipocrisia e de seus abusos às índias, nada pode fazer por ele ser essencial à sustentação da Igreja.

## João Antunes
Comerciante e dono de Bandeira, João Antunes mora na Vila de São Paulo e compete com Dom Braz no tráfico de índios. Porém, os dois se dão bem e pretendem casar seu filho Vasco com Rosália.

## Dom Gonçalo
Gonçalo é o barbeiro da cidade, por onde passam as fofocas que rondam a vila. Também pretende se casar com Antônia.

## Vasco Antunes
Filho de João Antunes, apaixona-se por Beatriz e pretende casar-se com ela, portanto rival de Tiago. Porém, como ela vai casar-se com Tiago, resolve investir em Rosália. É jovem e galanteador. Alia-se a Isabel para separar Beatriz de Tiago e assim conquistá-la. Abandona a tropa de Dom Braz quando este vai salvar as mulheres da família e se acovarda mais uma vez quando é convocado pelo pai para a luta no Ribeirão Dourado e é desderdado pelo pai.

## Dom Bartolomeu
É um dos pretendentes de Antônia. Ouvidor da Capitania, orgulha-se por ter cursado letras em Coimbra. Possuidor de uma edição dos Lusíadas, de Camões, usará esses argumentos culturais para se casar com Antônia, a quem fica a recitar poemas.

## Dom Cristovão Rabelo
Vereador de Vila de São Paulo, é o segundo amancebado de Antônia. Gosta de se vestir luxuosamente, mas é tão pão-duro que não paga nem o alfaiate. Por ser político, acha que sua posição garante certos privilégios. Vive planejando com os outros pretendentes de Antônia sabotar Davidão e provar que ele ainda é judeu.

## Dom Falcão
Alfaiate Falcão faz corte a Antônia e também quer se casar com ela. Assim como Cristóvão Rabelo, será responsável por momentos de humor na história.

## Caraíba
Figura da cultura indígena, Caraíba anda por várias tribos e funciona como um tipo de oráculo dos índios. É uma espécie de pajé mitológico, que sempre faz premonições e indicações, nem sempre boas, aos habitantes de Lagoa Serena e da Aldeia dos Apingorás.

## Frei Carmelo
É um frei carmelita que vive em São Paulo. Usa a Igreja para conseguir dinheiro e submete-se a qualquer tipo de suborno. Faz negócios com Bento Coutinho.